# UFO銀
UFO銀（ゆーふぉーぎん）とは、将棋の戦法のひとつ。相掛かり戦先手側が引き飛車にして、銀を繰り出す。
通常の原始棒銀と異なり、3六に銀将をすすめる。

## 概要
本来、UFO銀という戦法は、2筋を攻めるぞとみせることで、相手の駒組みに制約を与えて作戦勝ちを狙うことが趣旨。 これは後手浮き飛車に△3三角-2二銀-3二金の組み方をされると、 原始棒銀の例で知られるように▲2五銀と進出しても、△3五歩以下で受けられているからである。よって、銀を3六に置いたままにして、後手に △3三角-2二銀-3二金の陣形を強要することで局面をリードするのが狙い。銀が3六の位置にしてあれば、棒銀とちがって飛車が後手陣2筋を直接睨んでおり、3六銀に対して後手△3三桂と銀進出を抑えると、先手が▲2四歩から後手3四の横歩取りの手も生じる。また銀を腰掛け銀に持っていく手段も採ることができる。
2008年（平成二十年）名人戦では、6局中3局でUFO銀が出現。　
棋士では、山崎隆之や宮坂幸雄が得意としている。
第11回朝日杯将棋オープン戦一次予選の▲大石直嗣と△藤井聡太戦では、後手藤井は△2四歩-2三銀型にし、持久戦となる。
先手陣も安易に▲7六歩を指すと△8六歩から横歩をさらう手があるが、7六の歩を突かないと、 2018.10.24　第77期順位戦B級1組7回戦 ▲山崎隆之VS△斎藤慎太郎戦のように、飛車先交換から△3六飛～5五角の強襲を見せられていて、逆に先手が制約を受けてしまう。